# Південне Онтаріо

Південне Онтаріо:
— основна частина
— додаткова частина

44° пн. ш. 80° зх. д. / 44° пн. ш. 80° зх. д.
|  |

|  |

Південне Онтаріо (англ. Southern Ontario) — регіон на півдні провінції Онтаріо, що в Канаді. Високо урабанізований район, з потужною промисловістю та розвиненою інфраструктурою. Населення регіону — 12.1 млн осіб (94 % провінції), площа — 139.9 тис. км² (13 % провінції). В Південному Онтаріо вирізняють кілька менших суб-регіонів: Центральне, Східне і Південно-Східне Онтаріо та урбанізоване ядро Золота підкова, що має у своєму складі агломерацію Великого Торонто англ. Greater Toronto Area, GTA.
Онтаріо поділене на дві різко відмінні частини з різною географією та кліматом, історією та культурою, демографічно та рівнем самоврядування, промисловістю та інфраструктурою. Межа між Південним і Північним Онтаріо пролягає річкою Френч-Рівер та Алгонкінським парком.
З трьох боків омивається Великими озерами: Онтаріо, Ері та Гурон із затокою Джорджіан Бей. Через Великі озера та річку Св. Лаврентія проходить державний кордон із США. На сході по річці Оттава пролягає межа із Квебеком.